# Víktor Teterin
Víktor Kuzmich Teterin (en ruso: Виктор Кузьмич Тетерин, 25 de octubre de 1922, Región de Tver — 1 de octubre de 1991, San Petersburgo) fue un artista ruso soviético, miembro de la Unión de Artistas de Leningrado, y uno de los representantes de la Escuela de Pintura de Leningrado.

## Biografía
Víktor Kuzmich Teterin nació el 25 de octubre de 1922 en el pueblo Bajarevo (en ruso: Бахарево) en una familia de campesinos de la provincia de Tver.
Estudió en la Escuela de Arte (1940-1942) y en el Instituto Repin (1944-1949). Sus maestros fueron Semión Abugov, Henri Pavlovski, Gleb Savinov y Aleksandr Osmiórkin. Realizó exposiciones desde 1949. Pintó retratos, paisajes, naturalezas muertas y escenas de género. Se casó con la artista Yevguenia Antípova.
Entre 1960 y 1970 Teterin se cuenta entre los reconocidos maestros de la pintura soviético moderna. Fue uno los más brillantes representantes del ala izquierda de la Unión de Artistas de Leningrado. Se expusieron sus obras en 1966, 1988 y 1999.
Víktor Teterin murió el 1 de octubre de 1991 en San Petersburgo. Sus obras se conservan en el Museo Ruso, Galería Tretiakov y otros museos y colecciones privadas en Rusia, Estados Unidos, Francia, Italia, Finlandia, Inglaterra, España, y otros países.

## VIDEOS
- Artista Víktor Teterin (1922-1991)